# Сент-Джонсвілл (селище, Нью-Йорк)
Сент-Джонсвілл (англ. St. Johnsville) — селище (англ. village) в США, в окрузі Монтгомері штату Нью-Йорк. Населення — 1643 особи (2020).

## Географія
Сент-Джонсвілл розташований за координатами 43°0′2″ пн. ш. 74°40′34″ зх. д. / 43.00056° пн. ш. 74.67611° зх. д. (43.000605, -74.676013).  За даними Бюро перепису населення США в 2010 році селище мало площу 2,28 км², з яких 2,27 км² — суходіл та 0,00 км² — водойми.

## Демографія
Згідно з переписом 2010 року, у селищі мешкали 1732 особи в 691 домогосподарстві у складі 407 родин. Густота населення становила 761 особа/км².  Було 782 помешкання (344/км²).
Расовий склад населення:
| - 97,7 % — білих - 0,8 % — чорних або афроамериканців - 0,2 % — корінних американців - 0,2 % — азіатів |

До двох чи більше рас належало 0,9 %. Частка іспаномовних становила 2,0 % від усіх жителів.
За віковим діапазоном населення розподілялося таким чином: 22,4 % — особи молодші 18 років, 54,2 % — особи у віці 18—64 років, 23,4 % — особи у віці 65 років та старші. Медіана віку мешканця становила 41,6 року. На 100 осіб жіночої статі у селищі припадало 85,8 чоловіків;  на 100 жінок у віці від 18 років та старших — 85,4 чоловіків також старших 18 років.
Середній дохід на одне домашнє господарство  становив 42 584 долари США (медіана — 34 679), а середній дохід на одну сім'ю — 45 448 доларів (медіана — 35 000). Медіана доходів становила 36 313 долари для чоловіків та 30 625 доларів для жінок. За межею бідності перебувало 25,3 % осіб, у тому числі 32,5 % дітей у віці до 18 років та 12,4 % осіб у віці 65 років та старших.
Цивільне працевлаштоване населення становило 727 осіб. Основні галузі зайнятості: освіта, охорона здоров'я та соціальна допомога — 31,8 %, виробництво — 21,7 %, роздрібна торгівля — 20,1 %.